# NGC 1221
NGC 1221 ist eine Linsenförmige Galaxie vom Hubble-Typ S0/a im Sternbild Eridanus am Südsternenhimmel. Sie ist schätzungsweise 385 Millionen Lichtjahre von der Milchstraße entfernt und hat einen Durchmesser von etwa 140.000 Lichtjahren.
Im selben Himmelsareal befinden sich die Galaxien NGC 1223, NGC 1225 und IC 1886.
Das Objekt wurde im Jahr 1886 von Francis Leavenworth entdeckt.